# Лочері
Лочері (італ. Loceri, сард. Lotzeri) — муніципалітет в Італії, у регіоні Сардинія, провінція Ольястра.
Лочері розташоване на відстані близько 340 км на південний захід від Рима, 85 км на північний схід від Кальярі, 11 км на південний захід від Тортолі, 5 км на південний схід від Ланузеі.
Населення — 1272 особи (2014).

## Демографія
Населення за роками:

Станом на 1 січня 2023 року в муніципалітеті офіційно проживало 40 іноземців з 8 країн, серед них 2 громадяни країн Євросоюзу.

## Сусідні муніципалітети
- Барі-Сардо
- Ільбоно
- Ланузеі
- Озіні
- Тертенія